# Konsul

CC = Corps Consulaire; Kennzeichen an Kraftfahrzeugen konsularischer Vertretungen

Der Konsul (Plural: Konsuln, abgeleitet vom lateinischen Titel der höchsten römischen Staatsbeamten: consul ,Berater‘) ist eine Amtsperson, die offiziell von einem Staat (Entsendestaat) zur Wahrung der Interessen seiner Angehörigen und seines Handels in einem fremden Land (Empfangsstaat) bestellt ist. Die Behörde, die der Konsul repräsentiert, heißt Konsulat. Konsulate werden nach diplomatischem Rang als Generalkonsulat, Konsulat, Vizekonsulat oder Konsularagentur geführt. Die behördliche Stellung ist entweder effektiv mit einem Konsularbeamten oder eine Funktion eines Nichtbeamten als Honorarkonsulat. Die meisten Staaten der Erde bieten konsularische Leistungen auch in den Konsularabteilungen der Botschaft an.
Von den (politischen) Gesandten oder Botschaftern eines Staates unterscheidet sich der Konsul durch seine eher verwaltend als diplomatisch geprägte Stellung und Tätigkeit: Während der Diplomat die Interessen seiner Regierung gegenüber der Regierung einer fremden Macht zu vertreten hat, ist der Konsul vor allem den Interessen der Angehörigen des Entsendestaates im Empfangsstaat verpflichtet. Konsulate gelten daher nicht als diplomatische Vertretungen eines Staates, sie sind vielmehr Auslandsvertretungen eigener Art (konsularische Vertretungen). Typische konsularische Angelegenheiten sind Pass-, Visum- und Aufenthaltsfragen, Rechtshilfe und ähnliches.

## Status

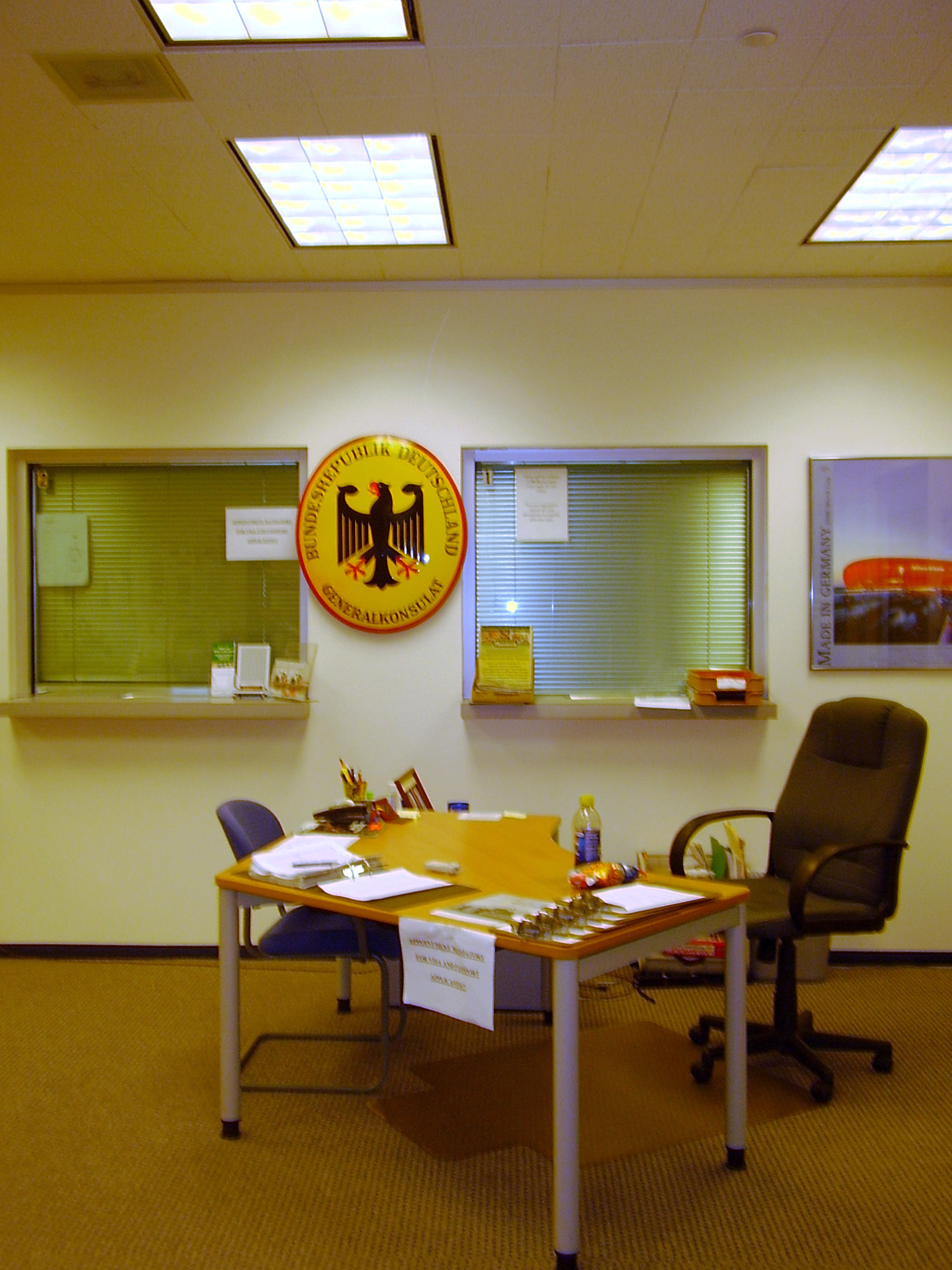
Generalkonsulat der Bundesrepublik Deutschland in Houston

Man unterscheidet Berufskonsuln (lateinisch auch: consules missi genannt) und Honorarkonsuln (auch: Handelskonsuln, Ehrenkonsuln, Wahlkonsuln oder lateinisch consules electi).  Je nach Rang lautet die Amtsbezeichnung Generalkonsul, Konsul, Vizekonsul oder Konsularagent.
Konsuln haben bei ihren Amtshandlungen auch das Recht des Empfangsstaates zu beachten. Die Befugnis, auf dem Hoheitsgebiet einer fremden Macht Amtshandlungen vorzunehmen, bestimmt sich nach bilateralen oder multilateralen Staatsverträgen und ist in den meisten Staaten durch das Wiener Übereinkommen über konsularische Beziehungen (WÜK) geregelt.

### Berufskonsul
Ein Berufskonsul ist ein Beamter des regulären auswärtigen Dienstes, der ein (General-)Konsulat leitet oder Mitarbeiter einer konsularischen Mission oder einer Botschaft ist. Voraussetzung für das Amt ist eine bestandene Laufbahnprüfung für den gehobenen oder höheren auswärtigen Dienst. Dem Berufskonsul als Leiter einer konsularischen Mission muss vom Gastland das Exequatur erteilt werden, damit er seinen Dienst antreten kann. Berufskonsuln genießen auf der Basis des Wiener Konsularübereinkommens in den Vertragsstaaten Amtsimmunität, das heißt, sie unterliegen hinsichtlich der in Ausübung ihrer amtlich beziehungsweise dienstlich vorgenommenen Handlungen nicht der Gerichtsbarkeit des Empfangsstaates. Die Amtsimmunität umfasst nicht nur die Diensthandlungen als solche, sondern auch die in mittelbarem Zusammenhang damit stehenden Handlungen (beispielsweise die Autofahrt zu einem dienstlichen Termin).
In der Regel sind Berufskonsuln Bürger des Entsendestaates. Für die Bundesrepublik Deutschland gilt § 7 Bundesbeamtengesetz.

### Honorarkonsul
Ein Honorar- oder Wahlkonsul (auch Honorargeneralkonsul) ist ein ehrenamtlicher Konsul (vgl. lateinisch honor ‚Ehre‘). Die ebenfalls noch gebräuchliche Bezeichnung Handelskonsul rührt daher, dass ursprünglich vor allem Kaufleute zu ehrenamtlichen Konsuln ernannt wurden, da ihre Tätigkeit vornehmlich der Erleichterung von Handelsbeziehungen diente. Der Honorarkonsul ist Ehrenbeamter. Voraussetzung für seine Ernennung ist heute, dass der Bewerber nach seiner Persönlichkeit, seiner beruflichen Erfahrung, seiner Stellung im Empfangsstaat, seiner Vertrautheit mit den Verhältnissen in dem für ihn vorgesehenen Zuständigkeitsbereich (Konsularsprengel) und seinen Sprachkenntnissen für das Amt geeignet erscheint. Zu Honorarkonsuln der Bundesrepublik Deutschland können sowohl Deutsche als auch Ausländer ernannt werden. Er ist jedoch zumeist ein Bürger des Empfangsstaates, also des Staates, in dem die Interessen des Entsendestaates vertreten werden. Honorarkonsuln sind von allen Steuern und sonstigen Abgaben auf die Entschädigungen und Zulagen befreit, die sie vom Entsendestaat für die Wahrnehmung konsularischer Aufgaben erhalten (Art. 66 WÜK). Die Verwendung der für die Dienstleistungen erhobenen Gebühren ist je nach Entsendeland unterschiedlich. Österreichische Honorarkonsuln müssen zum Beispiel alle Gebühren abführen, während Honorarkonsuln anderer Länder einen Teil oder auch die Gesamtsumme der eingenommenen Gebühren behalten können. Für Deutschland tätige Honorarkonsuln erhalten kein Gehalt und keine Vergütung. Die Einnahmen aus Gebühren für konsularische Amtshandlungen dienen zur Deckung der laufenden Bürokosten. Sind diese besonders hoch, kann ein Zuschuss beim Auswärtigen Amt beantragt werden. Zuschüsse für Repräsentationsaufwand kann die jeweils zuständige amtliche Auslandsvertretung aus ihrem Budget gewähren.
Der Honorarkonsul, wenn er Staatsangehöriger des Empfangsstaates ist, genießt regelmäßig nur Amtshandlungsimmunität. Diese gewährt nur im Zusammenhang mit der Wahrnehmung der konsularischen Aufgaben Schutz vor Strafverfolgung. Häufig bestehen Zweifel über die Reichweite dieser Amtshandlungsimmunität, insbesondere bei Verkehrsdelikten, die im Zusammenhang mit einer Fahrt eines Honorarkonsuls zu einem offiziellen Termin stehen.
Eine Recherche des Internationalen Netzwerks investigativer Journalisten (ICIJ), von Pro Publica und anderer internationaler Recherchenetzwerke enthüllte im Herbst 2022, dass mehr als 500 derzeitige und ehemalige Honorarkonsuln weltweit in Straftaten, Skandale und staatliche Ermittlungen verwickelt waren. In Deutschland recherchierten Reporter von NDR, WDR, SZ und Spiegel. Die Ergebnisse wurden unter dem Titel Shadow Diplomats veröffentlicht.

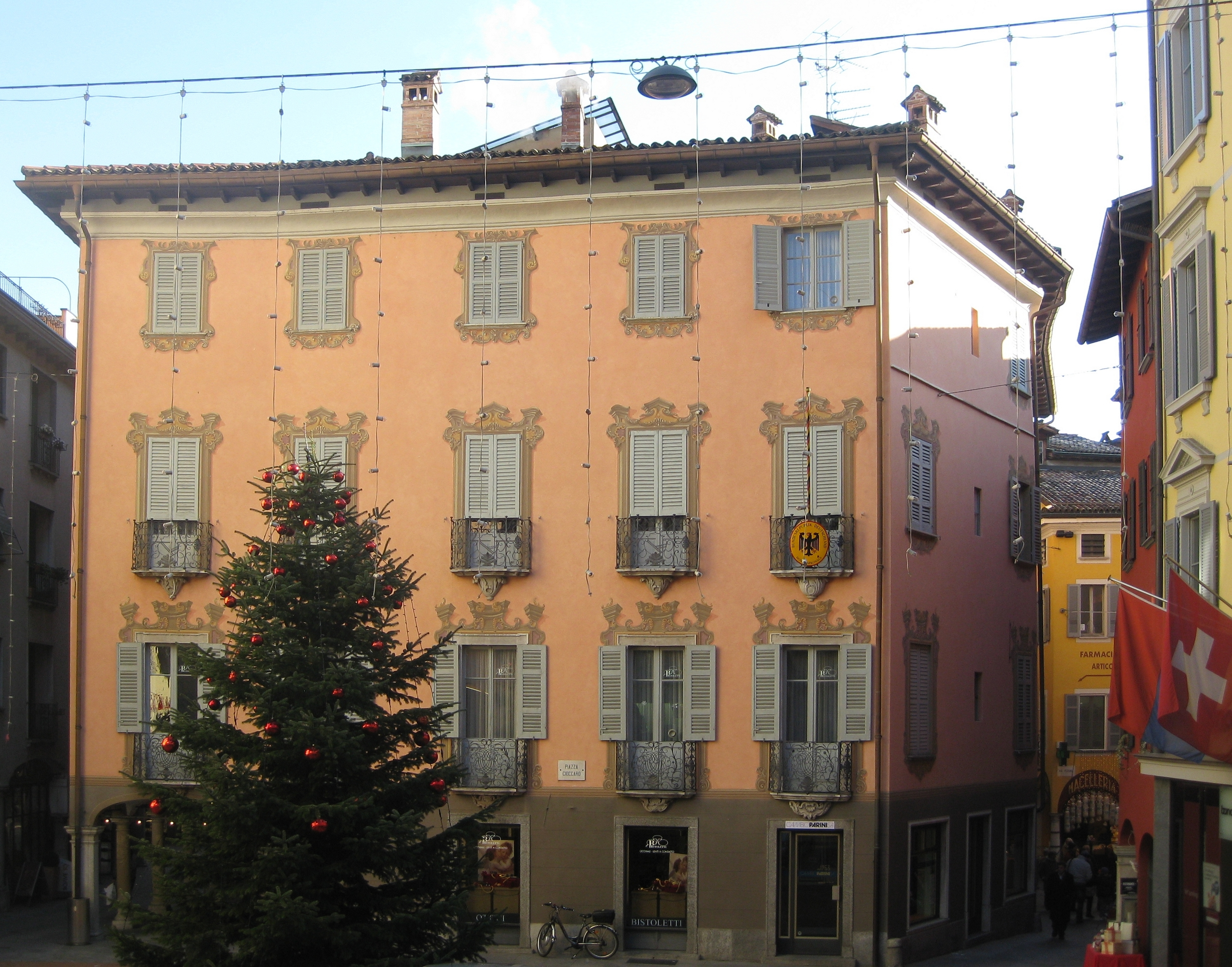
Sitz der deutschen Honorarkonsulin in Lugano, Schweiz
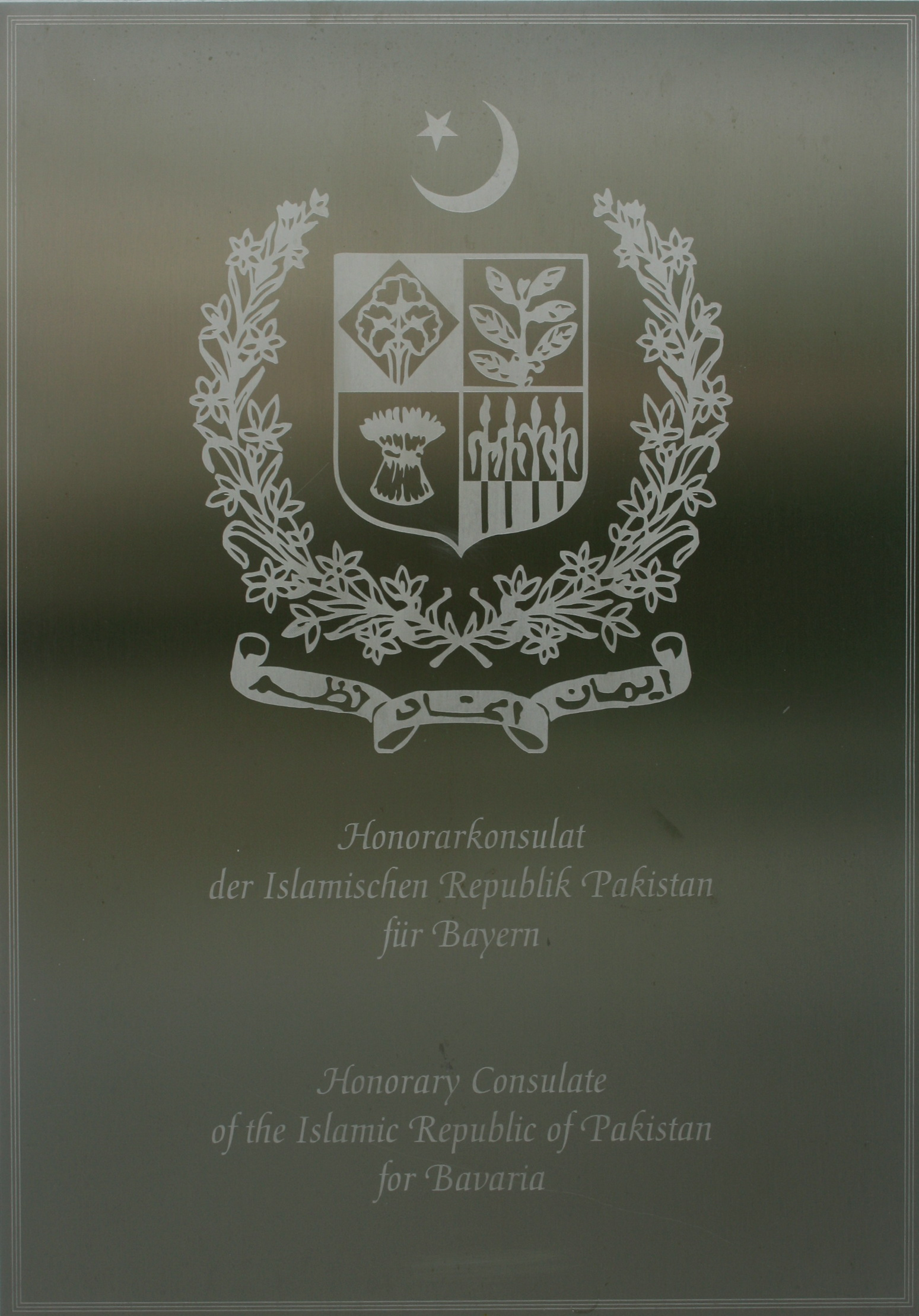
Tafel des Honorarkonsulates von Pakistan in Pullach im Isartal
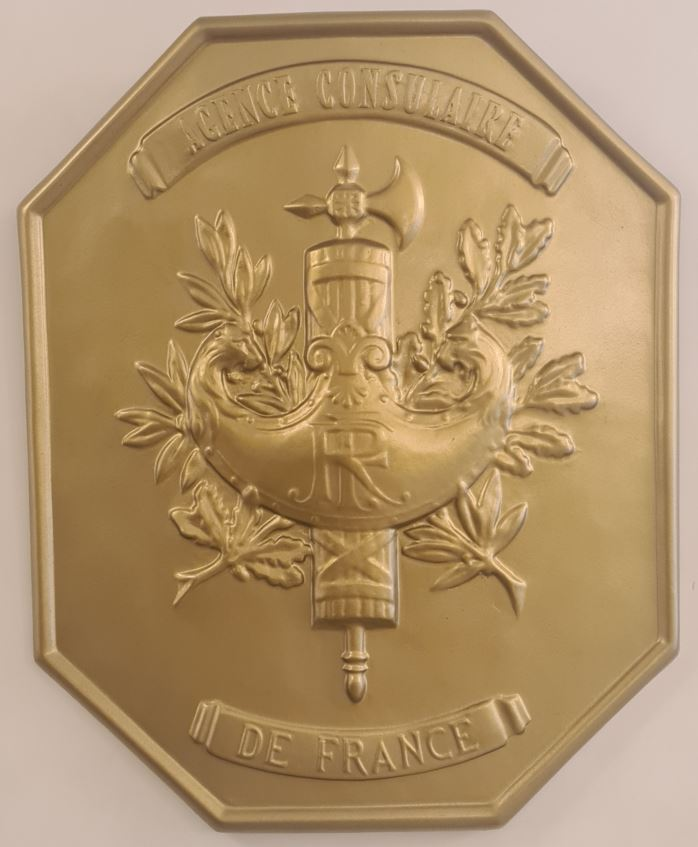
Schild des Honorarkonsulats von Frankreich in Weimar, Deutschland
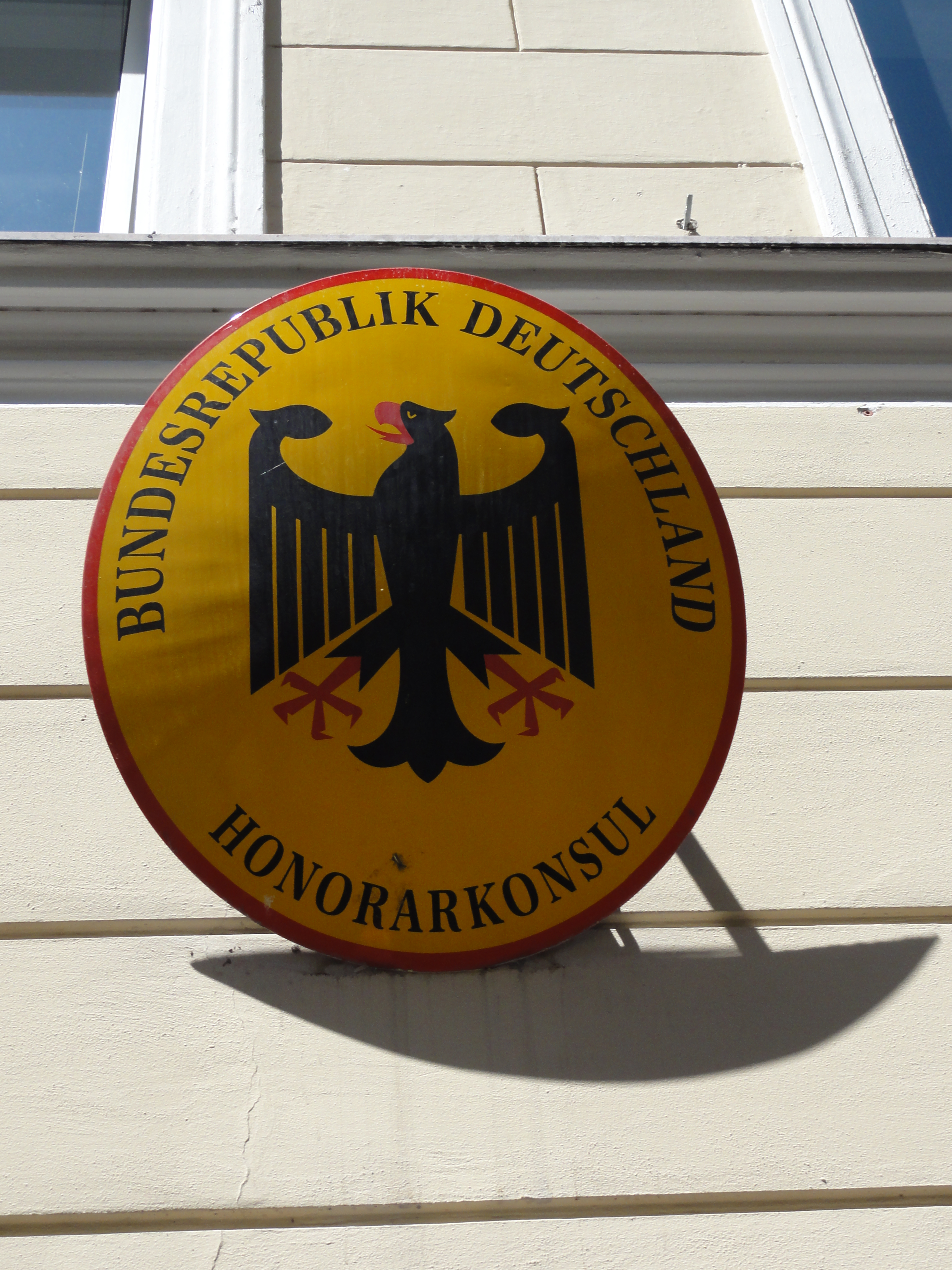
Schild des Honorarkonsulats von Deutschland in Bozen, Italien
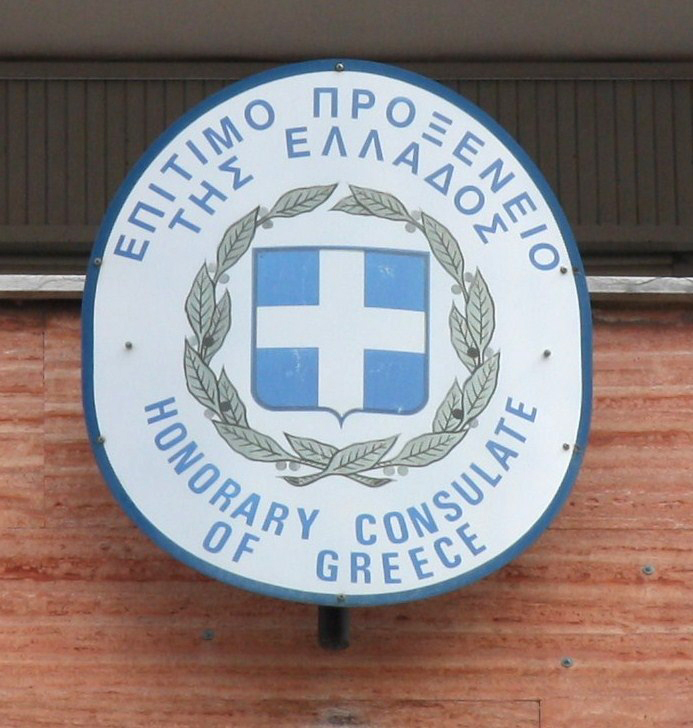
Schild des Honorarkonsulats von Griechenland in Livorno, Italien
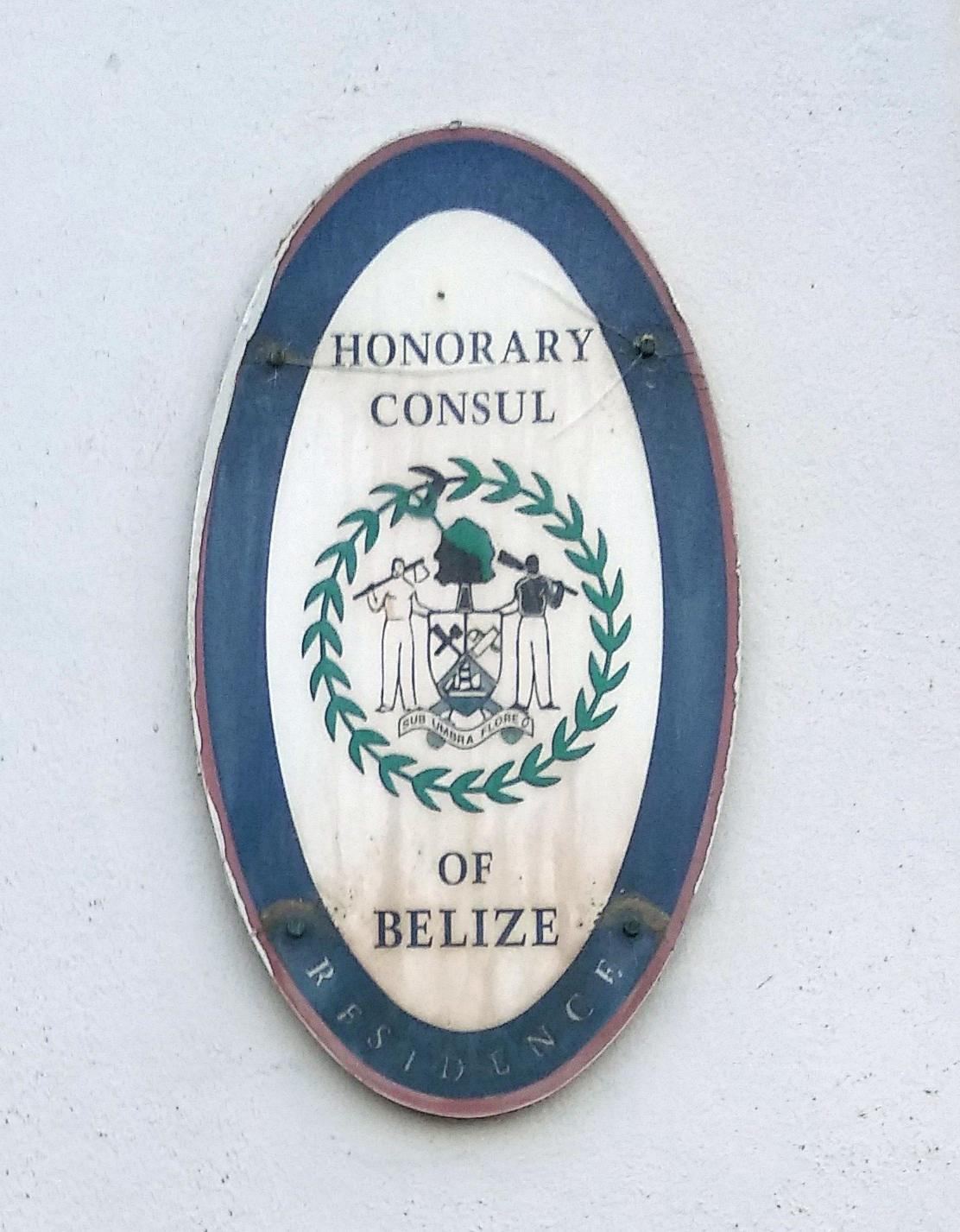
Schild der Residenz des Honorarkonsuls von Belize in Israel
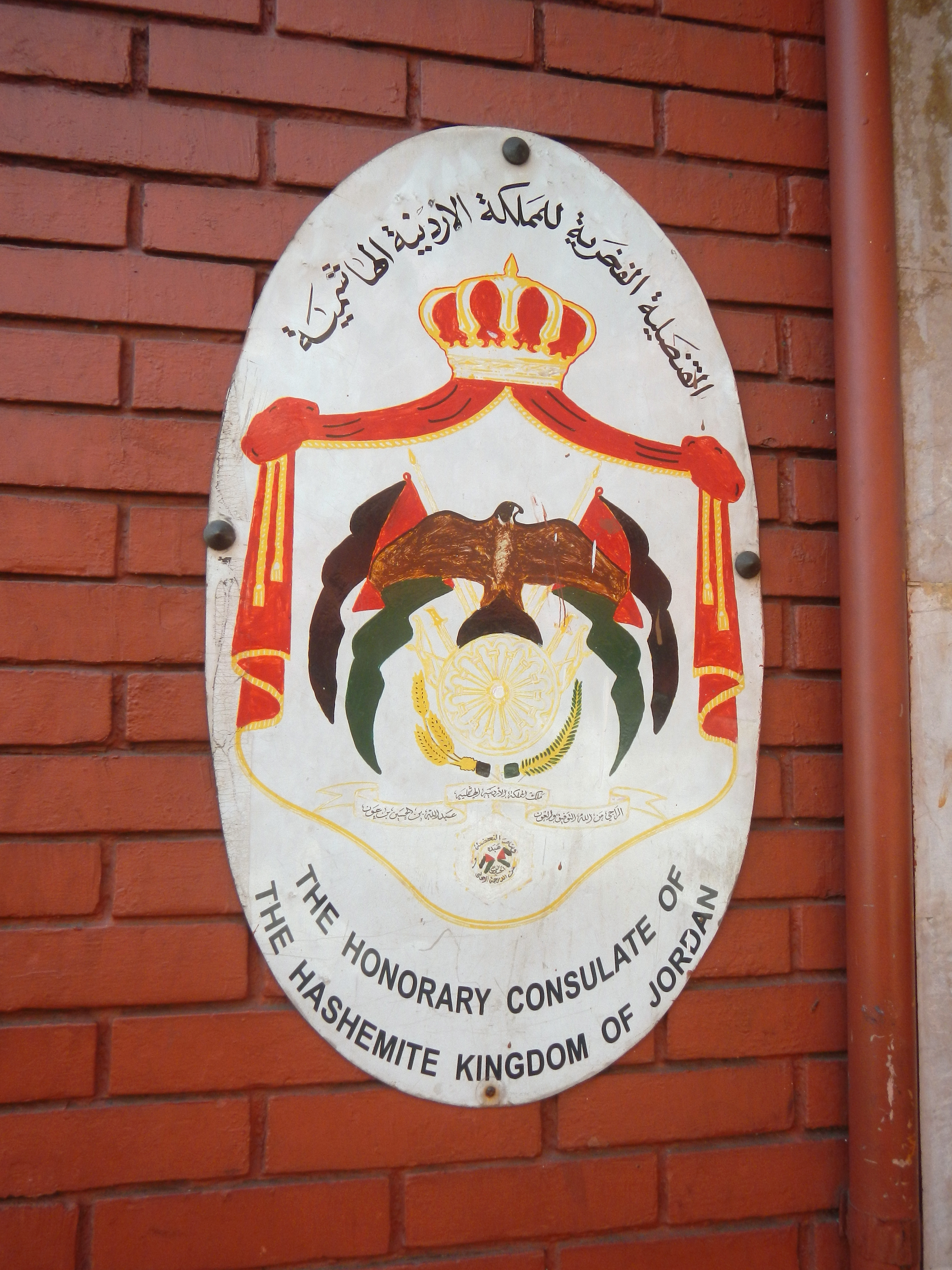
Schild des Honorarkonsulats von Jordanien in Manila, Philippinen
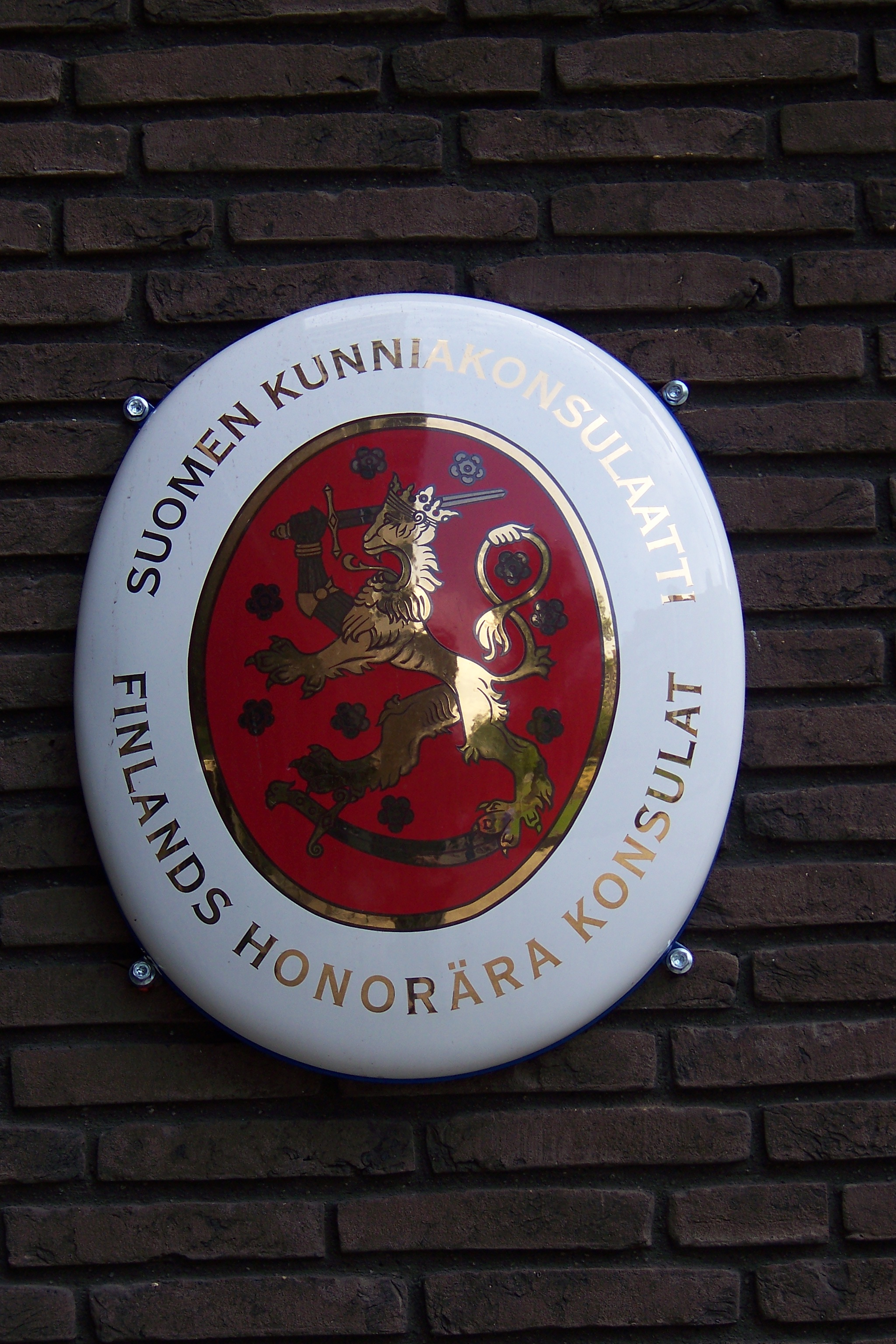
Schild des Honorarkonsulats von Finnland in Ostrava, Tschechien

## Aufgaben des Konsuls
Welche Amtshandlungen die Konsuln gegenüber den Empfangsstaaten völkerrechtlich vornehmen dürfen, regeln Staatsverträge, insbesondere das Wiener Konsularübereinkommen. Die Aufgaben eines deutschen Konsuls und die Art ihrer Wahrnehmung sind für sein Verhältnis gegenüber Deutschland im deutschen Konsulargesetz geregelt.

### Interessenvertretung und Beziehungspflege
Allgemein kommt den Konsuln die Aufgabe zu, die Interessen des Entsendestaates sowie seiner Angehörigen, und zwar sowohl natürlicher als auch juristischer Personen, im Empfangsstaat innerhalb der völkerrechtlich zulässigen Grenzen zu schützen (Art. 5 lit.a WÜK). Sie haben die Entwicklung der außenwirtschaftlichen, verkehrstechnischen, juristischen, kulturellen und wissenschaftlichen Beziehungen zwischen dem Entsendestaat und dem Empfangsstaat zu fördern (Art. 5 lit.b WÜK, § 1 KG). Sie können sich mit allen rechtmäßigen Mitteln über Verhältnisse und Entwicklungen im wirtschaftlichen, kulturellen und wissenschaftlichen Leben des Empfangsstaats unterrichten und an die Regierung des Entsendestaats darüber berichten und interessierten Personen Auskünfte erteilen (Art. 5 lit.c WÜK).

### Pass- und Sichtvermerksangelegenheiten
Aufgabe der Konsuln ist es, den Angehörigen des Entsendestaats Reisepässe und den Personen, die sich in den Entsendestaat zu begeben wünschen, Sichtvermerke oder entsprechende Urkunden auszustellen (Art. 5 lit.d WÜK).

### Hilfe durch Rat und Tat
Konsuln haben Deutschen und inländischen juristischen Personen nach pflichtgemäßem Ermessen Rat und Beistand zu gewähren (Art. 5 lit.e WÜK, §§ 1, 5 Absatz 1 Satz 1 KG). Aufgabe eines Konsuls ist es, Deutschen, die in seinem Amtssprengel hilfsbedürftig sind, die erforderliche Hilfe zu leisten, wenn die Notlage auf andere Weise nicht behoben werden kann. Die Hilfe kann auch in Gewährung von Rechtsschutz (Vertretung vor Gerichten oder Behörden bzw. Sorge für eine angemessene Vertretung, Art. 5 lit. i WÜK, § 5 Absatz 3 Satz 2 KG) oder in der Herstellung einer Reisemöglichkeit an einen bestimmten Ort bestehen (§ 5 Absatz 4 KG). Die Hilfe kann auch durch die Übermittlung gerichtlicher und außergerichtlicher Urkunden (wie Staatsangehörigkeitsangelegenheiten, Kfz-Abmeldungen) und die Erledigung von Rechtshilfeersuchen geleistet werden, soweit dies geltenden internationalen Übereinkünften entspricht (Art. 5 lit.j WÜK). Der Konsul soll ferner bei Naturkatastrophen, Kriegen oder revolutionären Verwicklungen die erforderlichen Maßnahmen treffen, um Deutschen Hilfe und Schutz zu gewähren, sofern bei diesen Schäden eingetreten sind oder ein Eintritt zu besorgen ist (§ 6 KG). Konsuln betreuen auch deutsche Gefangene (§ 7 KG). Sie benachrichtigen die Angehörigen verstorbener Deutscher und wirken bei der Überführung mit (§ 9 Absatz 1 KG).

### Notarielle und ähnliche Befugnisse; Nachlassangelegenheiten
Darüber hinaus erfüllt der Konsul Aufgaben eines Organs der freiwilligen Gerichtsbarkeit, notarielle Aufgaben und Aufgaben eines Hilfsorgans der Justiz (Art. 5 lit f, lit. g WÜK, §§ 8 bis 17 KG). Auch nehmen die Konsuln bestimmte Verwaltungstätigkeiten wahr. Das sind im Einzelnen:
notarielle Aufgaben:
- die Aufnahme von Niederschriften und Vermerken über Tatsachen und Vorgänge, insbesondere die Beurkundung der vor ihnen abgegebenen Willenserklärungen und eidesstattlichen Versicherungen, die Beglaubigung von Unterschriften, Handzeichen und Abschriften sowie die Ausstellung einfacher Zeugnisse; die vor einem Konsul aufgenommenen Urkunden stehen den von einem deutschen Notar aufgenommenen gleich;
- Beurkundung von Testamenten und Erbverträgen; unter Umständen auch die Eröffnung des Testaments;
- die Entgegennahme von Auflassungen, die Abnahme eidesstattlicher Versicherungen, die zur Erlangung eines Erbscheins, eines Testamentvollstreckerzeugnisses oder eines Zeugnisses über die Fortsetzung der Gütergemeinschaft abgegeben werden;
- Legalisation (Bestätigung der Echtheit der Unterschrift, die Eigenschaft, in welcher der Unterzeichner gehandelt hat und die Echtheit des Siegels) der in ihrem Amtssprengel ausgestellten öffentlichen Urkunden; es kann auch bestätigt werden, dass der Aussteller für die Aufnahme des Urkunde zuständig war und die Form des Rechts der betreffenden fremden Macht entspricht (Legalisation im weiteren Sinne);
- Bestätigung der Echtheit deutscher öffentlicher Urkunden;

Ein Beispiel für Zeugnisse einfacher Art, ist die in der Praxis bedeutsame Bestätigung von Lebensbescheinigungen für die Sozialversicherungsträger, die für den Weiterbezug deutscher Renten- und Pensionsleistungen für Auslandsdeutsche erforderlich ist. Ein Beispiel für die Beurkundung von Willenserklärungen ist die Erklärung eines deutschen Elternteils, dass sein im Ausland geborenes Kind die deutsche Staatsangehörigkeit erhalten solle.
Aufgaben der freiwilligen Gerichtsbarkeit:
- Annahme des Nachlasses verstorbener Deutscher, wenn die Erben unbekannt oder abwesend sind; sie können dabei Siegel anlegen, ein Nachlassverzeichnis aufnehmen und bewegliche Sachen in Verwahrung nehmen oder veräußern; sie können Zahlungen von Nachlassschuldnern entgegennehmen und Mittel aus dem Nachlass für die Berichtigung von Nachlassverbindlichkeiten und Nachlasspflegekosten verwenden;
- Aufnahme von Verklarungen;

Aufgaben eines Hilfsorgans der Justiz:
- Durchführung von Vernehmungen auf Ersuchen deutscher Behörden und Gerichte;
- Abnahme eines Eides eines Deutschen, soweit dieser nach dem Recht des fremden Staates erforderlich ist oder bei Ersuchen durch eine deutsche Behörde oder ein deutsches Gericht um eidliche Vernehmung;
- Zustellung von Schriftstücken jeder Art auf Ersuchen deutscher Behörden und Gerichte.

Die Beurkundung und Abnahme eidesstattlicher Versicherungen, die Beurkundung von Willenserklärungen, die Entgegennahme von Auflassungen sollen Konsuln nur dann wahrnehmen, wenn sie die Befähigung zum Richteramt haben oder durch das Auswärtige Amt dazu besonders ermächtigt sind. Konsuln können nur mit Befähigung zum Richteramt oder kraft besonderer Ermächtigung Vernehmungen und Anhörungen, durch die eine richterliche Vernehmung ersetzt werden soll, Aufnahmen von Verklarungen und die Abnahme von Eiden durchführen. Eheschließungen werden von deutschen Konsularbeamten nicht mehr vorgenommen. Für Honorarkonsuln gilt einschränkend, dass sie die Echtheit deutscher öffentlicher Urkunden nur vermögens einer besonderen Ermächtigung bestätigen können.

### Schifffahrts- und Seemannsangelegenheiten
Die Konsuln werden in Schifffahrts- und Seemannsangelegenheiten tätig (Art. 5 lit. k, lit. l WÜK). Nach dem Wiener Konsularübereinkommen (Art. 5 lit. k, lit. l) können Konsuln die in den Gesetzen und sonstigen Rechtsvorschriften des Entsendestaats vorgesehenen Rechte zur Kontrolle und Aufsicht über die See- und Binnenschiffe, welche die Staatszugehörigkeit des Entsendestaats besitzen, und über die in diesem Staat registrierten Luftfahrzeuge sowie über die Besatzungen dieser Schiffe und Luftfahrzeuge ausüben und Schiffen und Luftfahrzeugen sowie ihren Besatzungen Hilfe leisten, Erklärungen über die Reise dieser Schiffe entgegennehmen, Schiffspapiere prüfen und visieren, unbeschadet der Befugnisse der Behörden des Empfangsstaats Erhebungen über Vorfälle während der Reise durchführen und, soweit dies nach den Gesetzen und sonstigen Rechtsvorschriften des Entsendestaats zulässig ist, Streitigkeiten jeder Art zwischen Kapitän, Offizieren und Mannschaften beilegen. Die deutschen Gesetze sehen heute keine besonderen Befugnisse der deutschen Konsuln in Schifffahrts- und Seemannsangelegenheiten mehr vor. Früher sahen zur Wahrnehmung dieser völkerrechtlich zulässigen Befugnisse die deutschen Konsulargesetze entsprechende Befugnisse vor (Sonstige frühere Aufgaben).

## Wirksamkeit konsularischer Amtshandlungen
Das Konsulargesetz sichert nur die Wirksamkeit zivilrechtlicher konsularischer Handlungen für Deutschland. Betreffend die Wirksamkeit konsularischer Amtshandlungen notarieller und ähnlicher Art im Empfangsstaate selbst ist das Recht des Empfangsstaates zu beachten. So ist beispielsweise eine letztwillige Verfügung über ein im Empfangsstaat gelegenes Grundstück nur dann möglich, wenn die Gerichte und Behörden des Empfangsstaates dies anerkennen (Näheres siehe: Internationales Privatrecht).

## Nationales

### Deutschland

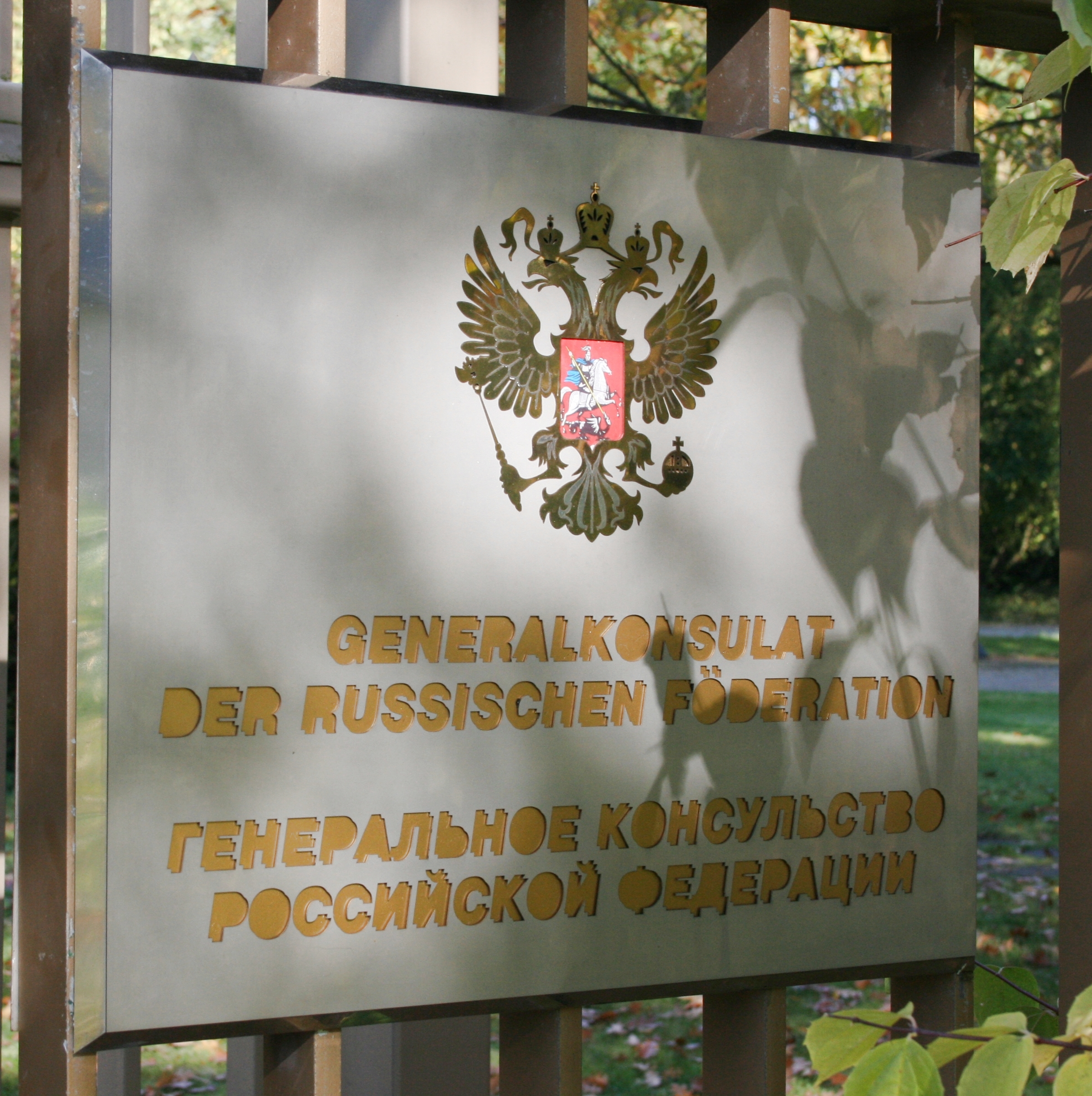
Russisches Generalkonsulat in Bonn

#### Rechtslage
Für die Bundesrepublik Deutschland sind 54 Generalkonsulate, 7 Konsulate so wie 322 ehrenamtliche Honorargeneralkonsuln und Honorarkonsuln tätig (Stand 2020). Insbesondere Persönlichkeiten aus der Wirtschaft nehmen dieses Ehrenamt an.
Die Rechtsverhältnisse deutscher Konsuln gegenüber Deutschland ergeben sich aus dem Konsulargesetz (KonsG).

#### Geschichte
Deutsche Konsuln hatten früher eine Reihe weiterer Aufgaben.

##### Standesamtliche Tätigkeit
Bis zum 31. Dezember 2008 konnten Deutsche im Ausland vor einem Konsul die Ehe schließen. Der Konsul nahm insoweit die Aufgaben eines Standesbeamten wahr. Voraussetzung war, dass mindestens ein Verlobter Deutscher war und der andere Verlobte nicht die Staatsangehörigkeit des Staates besaß, in dem die Ehe geschlossen werden sollte. Durch das Personenstandsrechtsreformgesetz wurde diese Möglichkeit aufgehoben. Grund war die geringe Zahl der so geschlossenen Ehen, der hohe Ausbildungsaufwand für die Konsuln und die Möglichkeit für Deutsche, auch wenn sie keinen inländischen Wohnsitz haben, im Inland vor einem Standesbeamten die Ehe zu schließen.

##### Konsulargerichtsbarkeit
Früher oblag nach Maßgabe bilateraler Staatsverträge (sogenannte Kapitulationen) den Konsuln in den betreffenden Empfangsstaaten die Gerichtsbarkeit (Konsulargerichtsbarkeit, Konsularjurisdiktion) über die Staatsangehörigen und die Schutzgenossen des Entsendestaates. Die Ausübung der Konsulargerichtsbarkeit geschah zuerst im Osmanischen Reich, wo den Konsuln christlicher Staaten durch Kapitulationen eine Gerichtsbarkeit eingeräumt wurde. Die Gerichtsbarkeit bestand sowohl in bürgerlichen, handelsrechtlichen wie öffentlich-rechtlichen (einschließlich strafrechtlichen) Angelegenheiten. Eine Konsulargerichtsbarkeit bestand zugunsten der Westmächte aber auch in Japan und in den Kolonien. Für das deutsche Konsulatswesen wurde die Konsulargerichtsbarkeit schließlich durch Reichsgesetz vom 10. Juli 1879 geordnet. Da die Konsulargerichtsbarkeit eine schwerwiegende Verkürzung der Hoheitsrechte eines Staates auf seinem eigenen Gebiet bedeutete, wurde sie in der Nachkriegszeit schrittweise abgeschafft. In bürgerlichen und handelsrechtlichen Angelegenheiten werden die früher von Konsulargerichten wahrgenommenen Aufgaben heute im Rahmen des Internationalen Privatrechts durch Gerichte der Empfangstaaten erkannt. Eine der Konsulargerichtsbarkeit vergleichbare, ortsfremde Gerichtsbarkeit gibt es heute noch in Form der Militärgerichtsbarkeit, die Entsendestaaten über ihre Soldaten in einem Empfangsstaat ausüben (geregelt beispielsweise durch das NATO-Truppenstatut).

##### Norddeutscher Bund und Deutsches Reich

###### Organ der Rechtspflege
Im Rahmen der Aufgabe des Konsuls als Organ der Rechtspflege kam die Vornahme von Zwangsvollstreckungen aus deutschen Vollstreckungstiteln durch den Konsul mit Zustimmung der Regierung des Empfangsstaates in Betracht. Bei Rechtsstreitigkeiten von Deutschen unter sich und mit Fremden waren die Konsuln berufen, nicht allein auf Antrag der Parteien den Abschluss von Vergleichen zu vermitteln, sondern auch das Schiedsrichteramt zu übernehmen, wenn sie in der durch die Ortsgesetze vorgeschriebenen Form von den Parteien zu Schiedsrichtern ernannt wurden.

###### Staatsbürgerschaftsrecht
Bis 1913 verlor ein Deutscher, der über 10 Jahre ununterbrochen im Ausland lebte, die deutsche Staatsbürgerschaft. Die Zehnjahresfrist konnte durch die Eintragung in einer Matrikel beim deutschen Konsulat unterbrochen werden.

###### Aufgaben im Wehrersatzwesen
Berufs- und Honorarkonsuln hatten die gesetzlich erforderliche Anmeldung von deutschen Wehrpflichtigen in ihrem Amtsbezirk entgegenzunehmen und auf Richtigkeit zu prüfen. Berufskonsuln und besonders dazu ermächtigte Honorarkonsuln hatten das Erfassungswesen im Ausland durchzuführen, insbesondere die Wehrstammblätter anzulegen und zu führen und einen Konsularbericht zu geben. Die ärztliche Untersuchung bereiteten sie vor und leiteten sie, sofern sie nicht in Grenzorten durchgeführt wurde. Der Konsul entschied über die Wehrfähigkeit und übersendete schließlich den Gestellungsbefehl des Wehrkreiskommandos.

###### Kriegsmarine
Die Konsuln hatten den Schiffen der Kriegsmarine sowie deren Besatzung Beistand und Unterstützung zu gewähren. Insbesondere mussten sie die Schiffskommandanten über die in ihrem Amtsbezirk in Bezug auf fremde Kriegsschiffe bestehenden Vorschriften und Ortsgebräuche sowie über dort herrschende epidemischen ansteckende Krankheiten unterrichten. Falls Mannschaften von Kriegsschiffen desertierten, hatten die Konsuln bei den Orts- und Landesbehörden die zur Wiederhabhaftwerdung der Matrosen erforderlichen Schritte einzuleiten. Die Konsuln hatten den Beistand der Befehlshaber der Kriegsschiffe zum Schutze der von ihnen dienstlich zu vertretenden Interessen, insbesondere zum Transport von Verbrechern und hilfsbedürftigen Personen, in Anspruch zu nehmen.

###### Handelsmarine
Die Konsuln hatten die Meldung der Schiffsführer entgegenzunehmen und über Unterlassung dieser Meldung an die deutsche Regierung zu berichten. Sie bildeten für die Schiffe der Handelsmarine im Hafen ihres Amtssprengels die Musterungsbehörde. Sie waren befugt, über diese Schiffe die Polizeigewalt auszuüben. Wenn Mannschaften von solchen Schiffen desertierten, hatten die Konsuln auf Antrag des Schiffers bei den Orts- oder Landesbehörden die zur Wiederhabhaftwerdung der Matrosen erforderlichen Schritte zu unternehmen. Die Konsuln waren befugt, anstelle eines gestorbenen, erkrankten oder sonst zur Führung eines Schiffes untauglich gewordenen Schiffers auf Antrag der Beteiligten einen neuen Schiffsführer einzusetzen. Für die Ausübung der Befugnis der Konsuln zur Mitwirkung beim Verkauf eines Schiffes durch den Schiffer und bei Eingehung von Bodmereigeschäften, sowie in Betreff der einstweiligen Entscheidung von Streitigkeiten zwischen Schiffer und Mannschaft, hatten sie die Vorschriften des deutschen Handelsrechts heranzuziehen (Art. 499. 537. 547. 686. des Allgemeinen Deutschen Handelsgesetzbuchs).

###### Überwachung von Vorschriften
Die Konsuln hatten die Einhaltung der bestehenden Vorschriften bezüglich der Führung der Flagge zu überwachen.